# Musée national de l'histoire de l'Ukraine
Le Musée national de l'histoire de l'Ukraine (ukrainien : Національний музей історії України) est un musée consacré à l'histoire et l'archéologie situé à Kiev, en Ukraine. Il a été fondé sous l'impulsion de Vikentiy Khvoyka (en) et a commencé ses activités publiques avec une exposition archéologique en 1899.

## Historique
Le musée, inauguré sous le nom de Musée des Antiquités et des Arts (ukrainien : Музей старожитностей та мистецтв) a commencé ses activités dans l'actuel(février 2021) bâtiment principal du musée national d'art d'Ukraine (rue Hrushevskoho, 6). Ce bâtiment construit spécifiquement pour la création du musée avait été conçu par l'architecte Vladyslav Horodetskiy, et les fonds pour sa construction ont été collectés par les résidents de Kiev. Il était constitué d'un département archéologique, dirigé par le célèbre archéologue ukrainien Vikentiy Khvoyka (en).
En 1904, le musée a été inauguré sous un nouveau nom ― Musée d'art, de l'industrie et des sciences (ukrainien : Київський художньо-промисловий і науковий музей) ― par l'empereur Nicolas II. La création des collections a été soutenue par de riches familles (telles que Tereshchenko ou Khanenko). Elles financèrent des expéditions archéologiques, contribuèrent à la constitution de collections historiques et ethnographiques. En 1909, on estime que le département archéologique du musée comptait 15 000 pièces. En 1912, le département du Moyen Âge a été créé à l'initiative de Mykola Bilyashivsky suivant un appel aux citoyens à donner des œuvres au musée. C'est ainsi que le conseil municipal transféra les sceaux de la ville au musée ainsi qu'un bas-relief de l'archange Michel et d'une statue de Thémis de l'hôtel de ville.
À la fin de la Première Guerre mondiale, en vertu d'un décret pris par la nouvelle république socialiste soviétique d'Ukraine le 23 juin 1919, le musée a été renommé Premier musée d'État (ukrainien : Перший державний музей). Entre 1924 et 1935, il fut appelé Musée historique pan-ukrainien (ukrainien : Всеукраїнський історичний музей). En 1934, le Musée historique pan-ukrainien a été déménagé de son bâtiment d'origine. Avec le déplacement du musée « pan-ukrainien », la réouverture des collections fût inaugurée sous le nom de Musée historique central (ukrainien : Центральний історичний музей) dans un nouveau bâtiment.
Avec la Deuxième Guerre mondiale, les objets les plus vulnérables au pillage avait été évacués vers Oufa (Bachkirie), mais des pièces ont été « exportées » vers l'Allemagne entre 1941 et 1943.  En 1942, l'archéologue allemand Paul Grimm (de), membre de l'Einsatzstab Reichsleiter Rosenberg (Équipe d'intervention du Reichsleiter ― une section du bureau de politique étrangère du NSDAP charghée à partir de 1940 des confiscations de biens appartenant à des Juifs et des francs-maçons dans les territoires occupés par la Wehrmacht) était envoyé à Kyiv. Ainsi, après une difficile réorganisation, le musée n'a été ouvert aux visiteurs qu'en 1948. Si des œuvres ont été retournées d'Allemagne en 1947, les importantes pertes ont été « compensées » au détriment d'autres musées (Musée historique de Lviv, Musée d'art ukrainien de Lviv, Musée archéologique d'Odessa, Musée d'art ukrainien, Sophia de Kiev, Kyiv-Pechersk Lavra, Musée historique de Tchernihiv).
Avec la sortie de l'Union soviétique, à la suite de la résolution du Conseil des ministres de l'Ukraine du 15 octobre 1991, le musée a été nommé Musée national d'histoire de l'Ukraine, remplaçant l'ancien nom Musée historique d'État de la République socialiste soviétique d'Ukraine (ukrainien : Державний історичний музей Української РСР) qui avait été utilisé entre 1965 et 1991.
Une annexe a été ouverte au 57 de la rue Volodymyrska, dans la maison des enseignants : le Musée de la révolution ukrainienne (1917-1921).

## Collections
Le Musée national d'histoire de l'Ukraine abrite la plus grande collection du pays, avec des objets du Paléolithique inférieur jusqu'à la période contemporaine. Au 1er janvier 2020, le fonds principal du musée était de 628 243 pièces.

## Galerie d'images

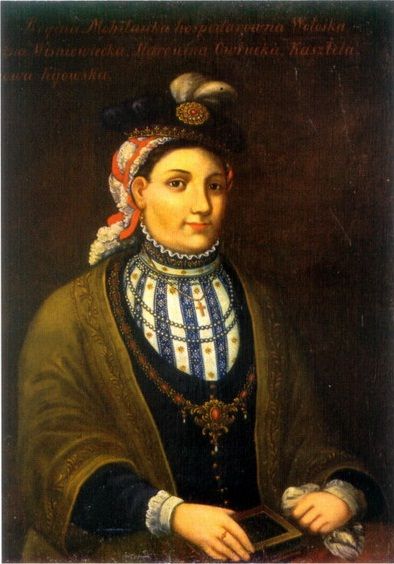
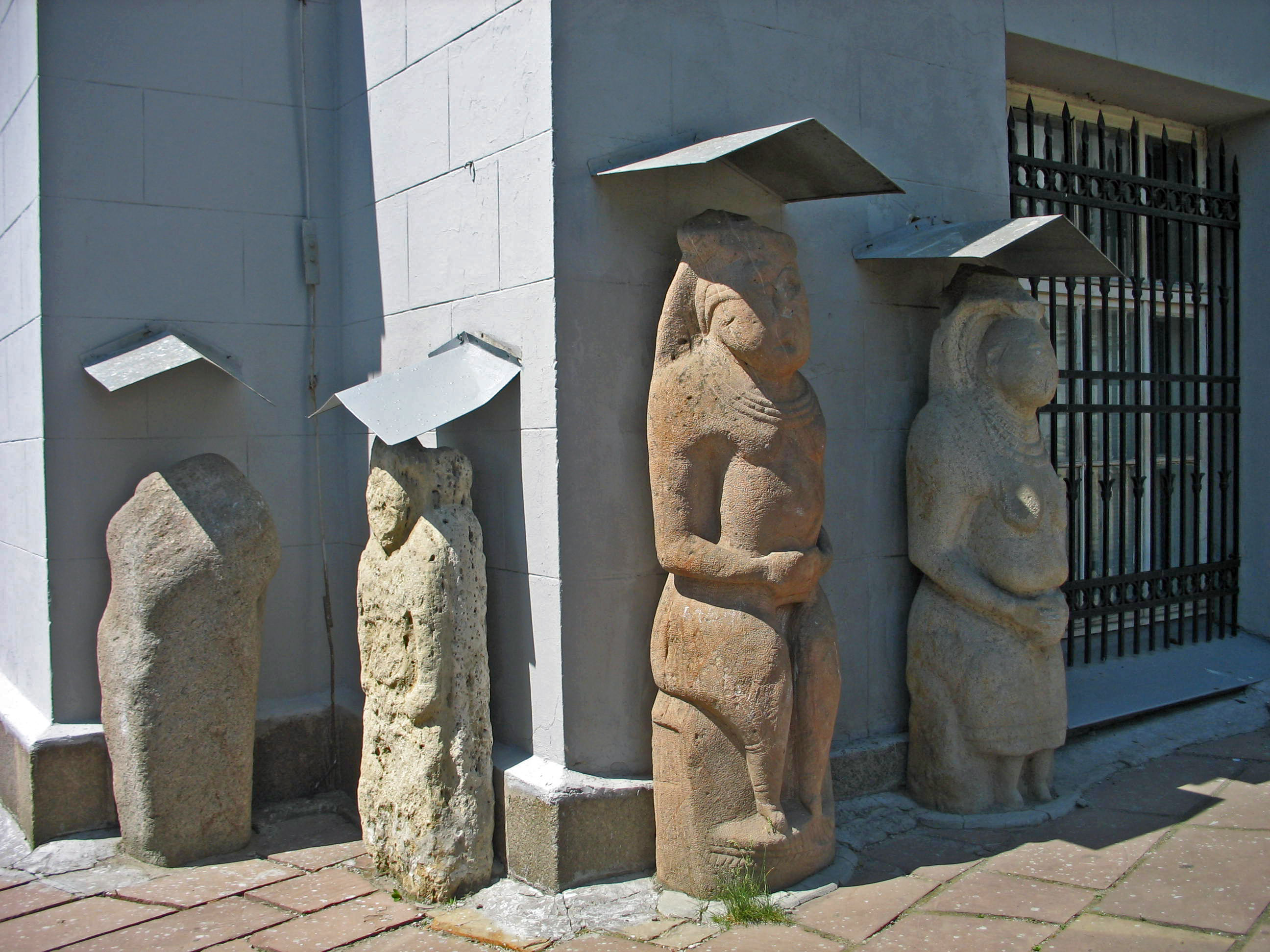
Statue-menhir
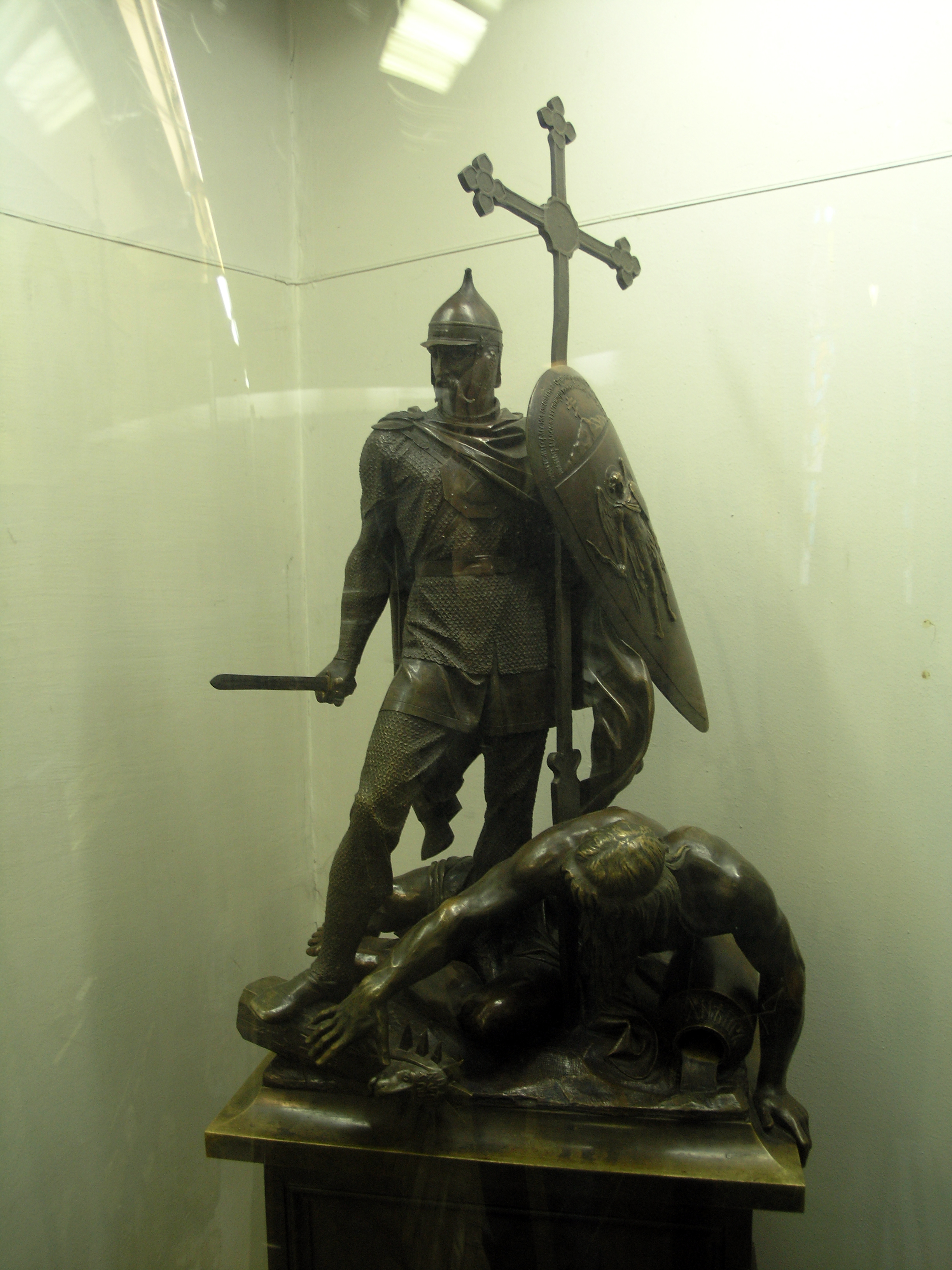
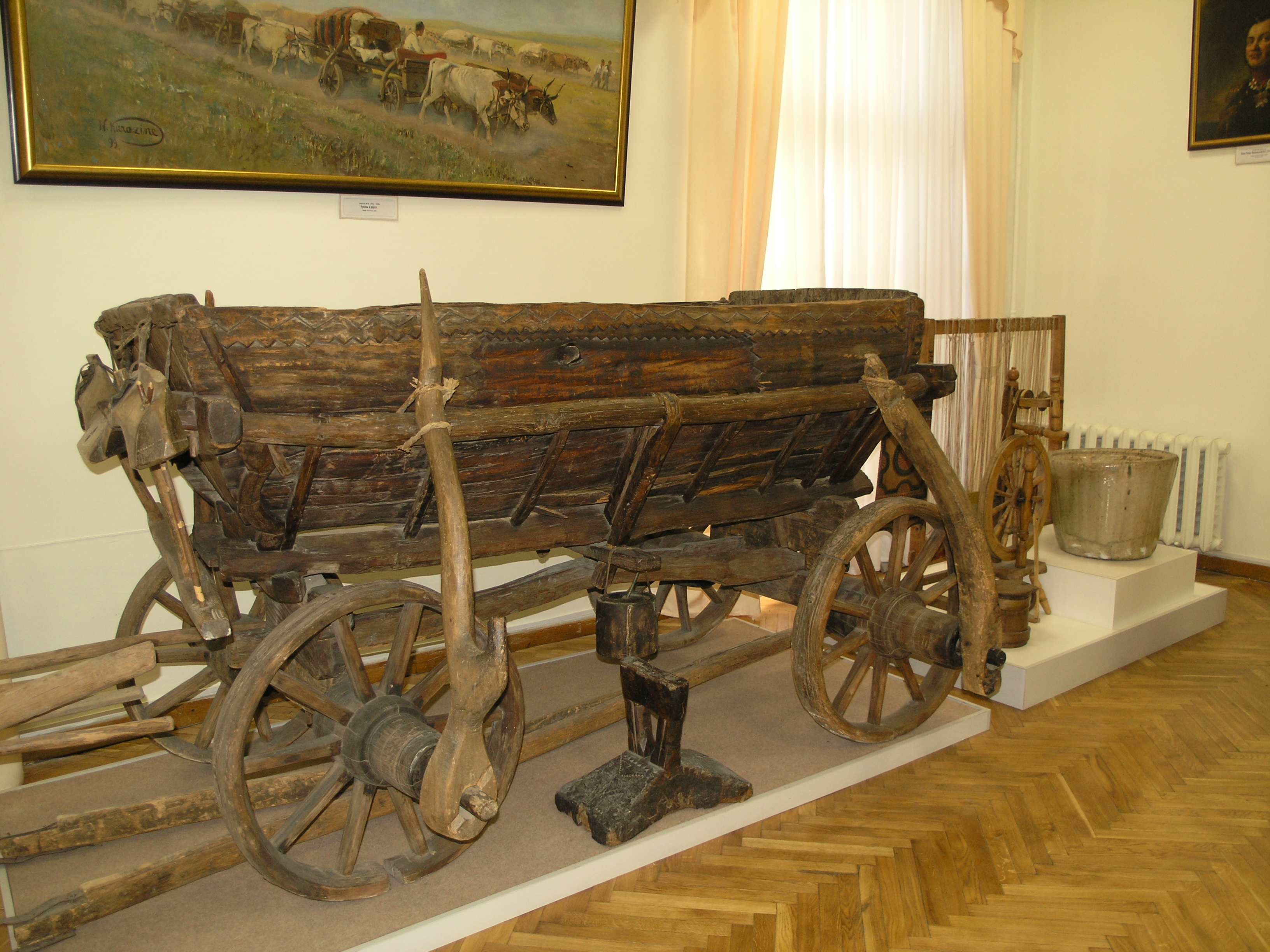
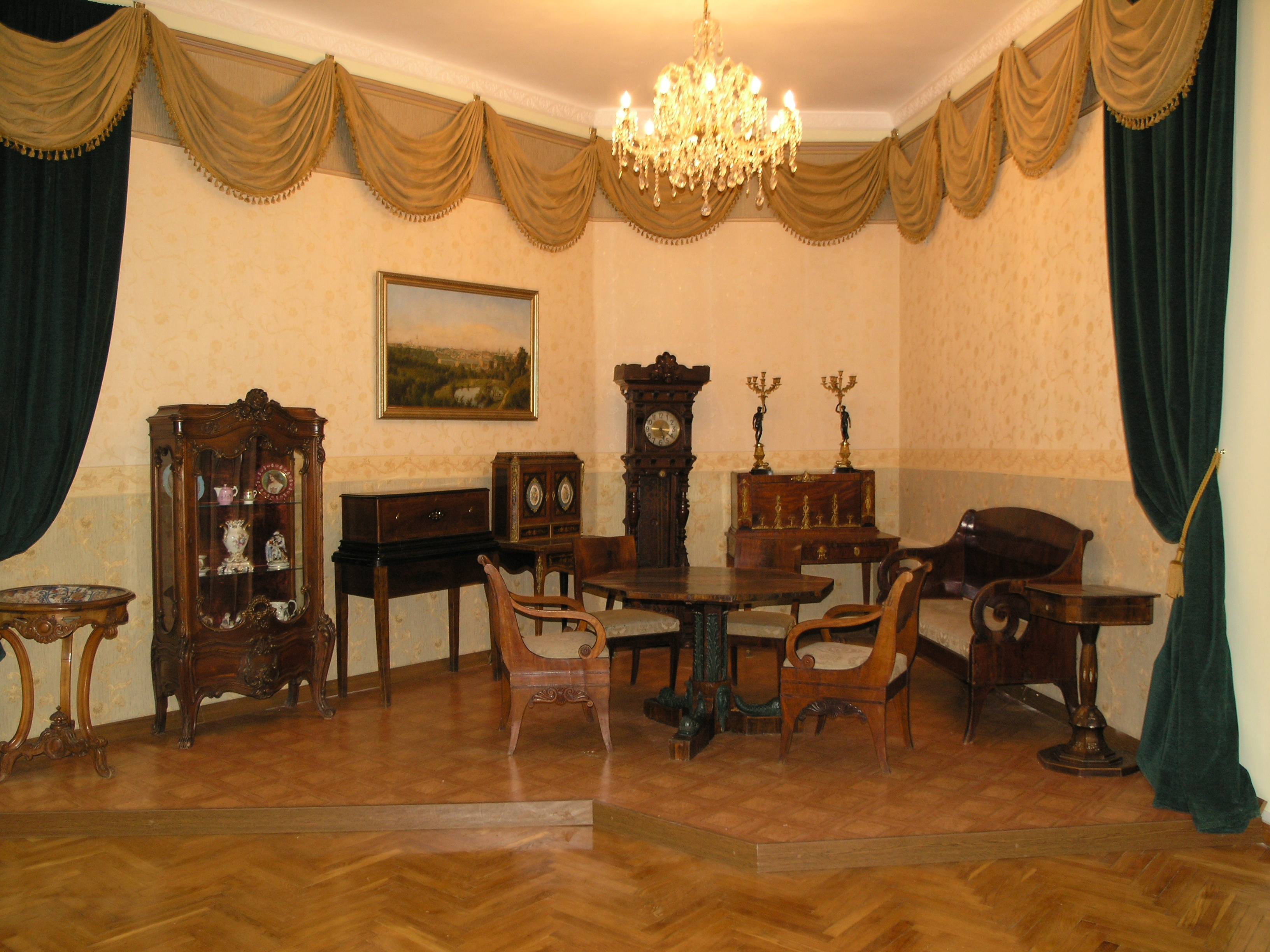
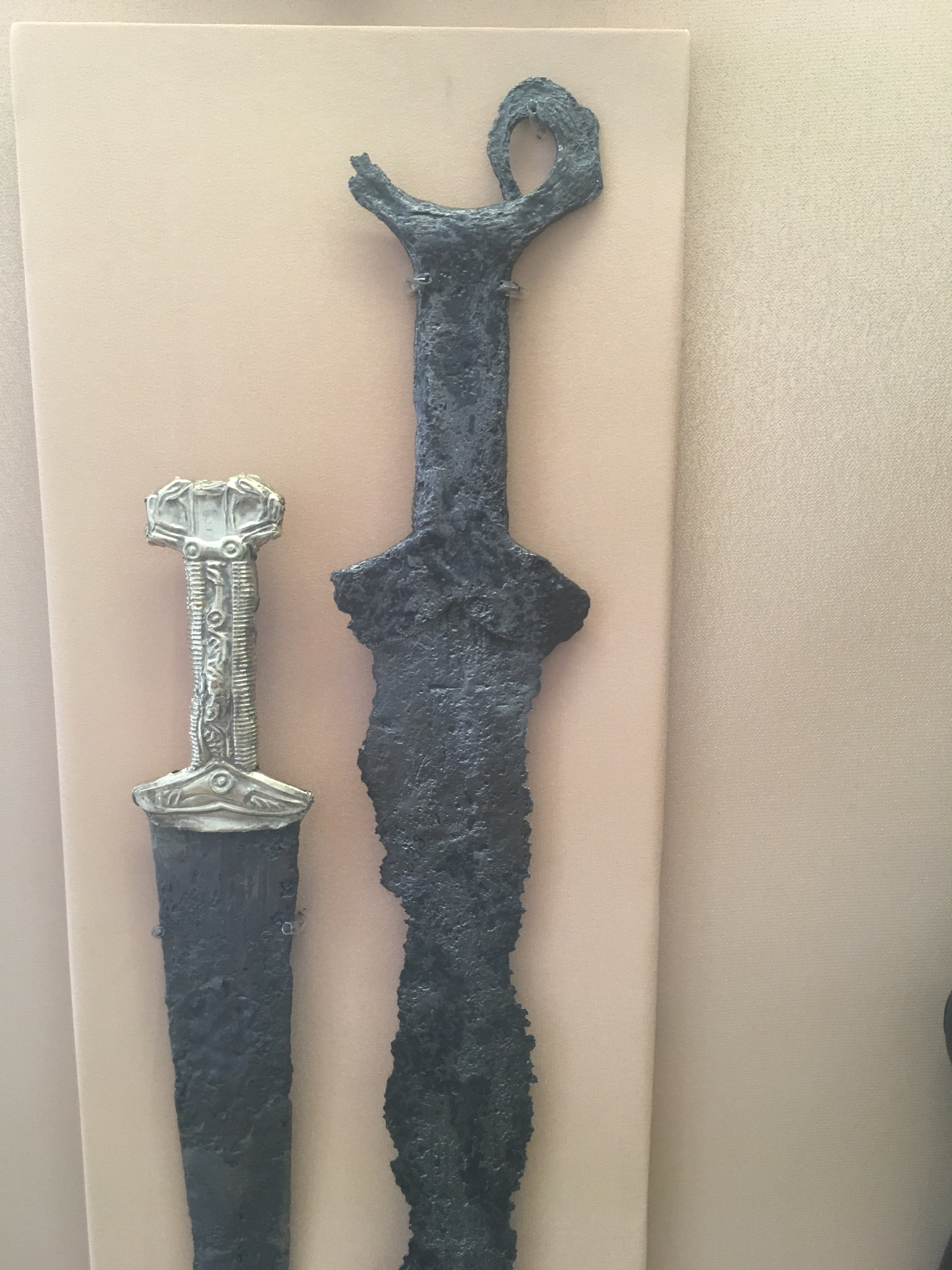
épées Acinace de la colline fortifiée de Bilsk.
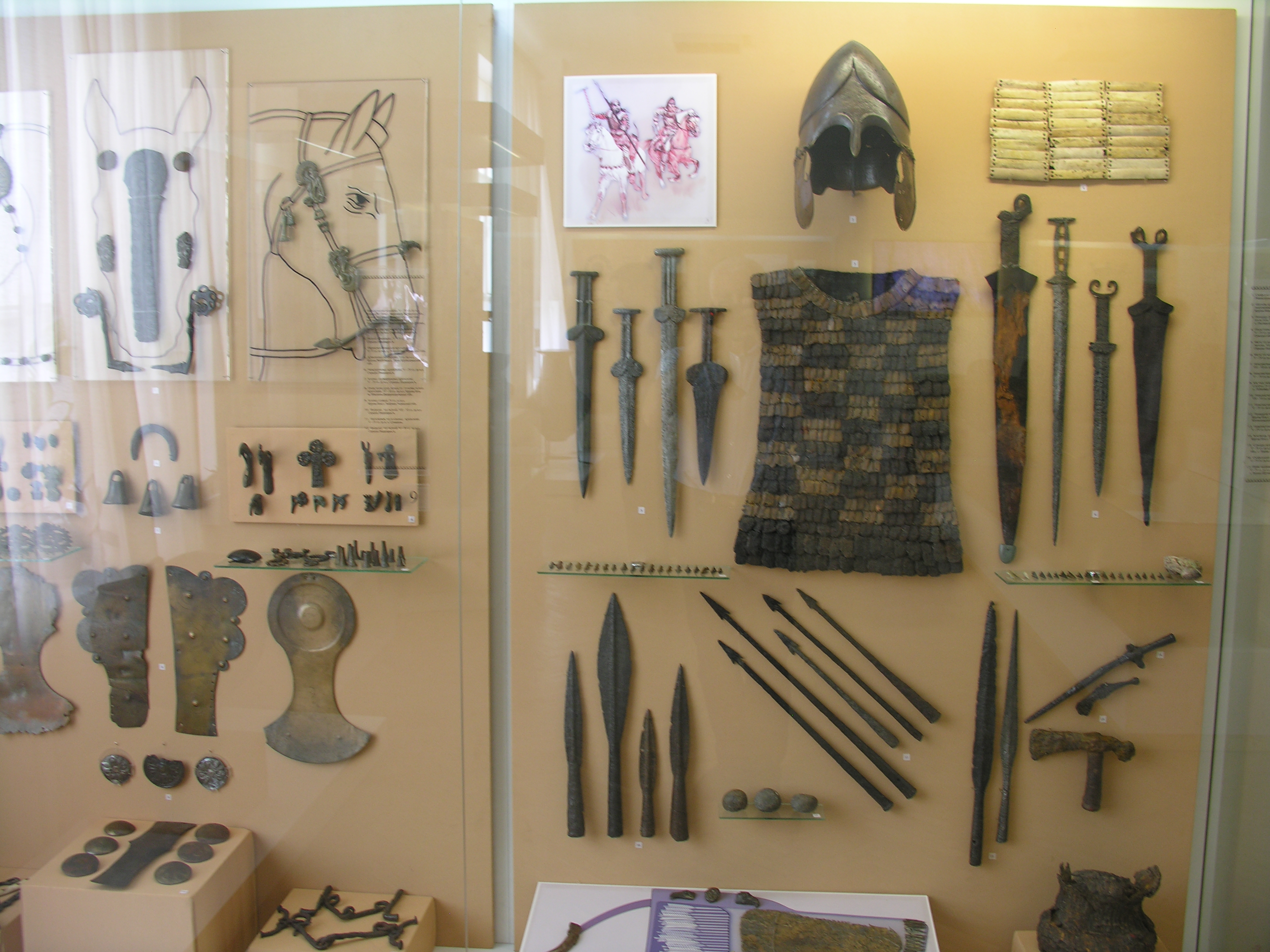
équipement Scythes.